# Carl Bexell
Carl Bernhard Johannes Bexell, född den 28 juni 1897 i Tolgs församling, Kronobergs län, död den 21 december 1972 i Kalmar, var en svensk präst.
Bexell avlade studentexamen i Växjö 1918 och teologie kandidatexamen vid Lunds universitet 1924. Efter prästvigning för Växjö stift sistnämnda år blev han samma år vice komminister i Nässjö och 1929 i Sofia församling i Jönköping. Bexell blev domkyrkosyssloman i Växjö 1930, domkyrkoadjunkt i Kalmar 1931 och domkyrkosyssloman där 1933. Han var domkyrkokomminister i Kalmar 1940–1965 och kontraktsprost i Norra Möre 1959–1965. Bexell blev ledamot av Nordstjärneorden 1957. Han vilar på Södra kyrkogården i Kalmar.
Carl Bexell tillhörde prästsläkten Bexell. Han var bror till Bertil Bexell och far till Peter och Oloph Bexell.